# Clausthal-Zellerfeld
Clausthal-Zellerfeld település Németországban, azon belül Alsó-Szászország tartományban. Lakosainak száma 15 436 fő (2023. december 31.).

## Fekvése
Northeimtől északkeletre, 500-600 méter magasságban fekvő település.

## Története
A város télen-nyáron kedvelt üdülőhely. Az üdülővendégek részére létesített hatalmas kurparkban nyaranta koncerteket is rendeznek. A Hindenburgplatzon álló Bányászati Akadémiáját 1775-ben alapították, benne a világ második legnagyobb ásványgyűjteménye található. Az úgynevezett Piactéri templomát (Heiligen-Geist-Kirche) 1639-ben építették. 2200 ülőhelyével közép Európa legnagyobb fatemploma. Oltára 1641-ből, orgonája 1750-ből származik. Az Osteoder Strassén pedig Robert Koch (1843–1910) szülőháza áll.

## Nevezetességek
- Bányászati Akadémia
- Piactéri fatemplom (Heiligen-Geist-Kirche)

## Galéria

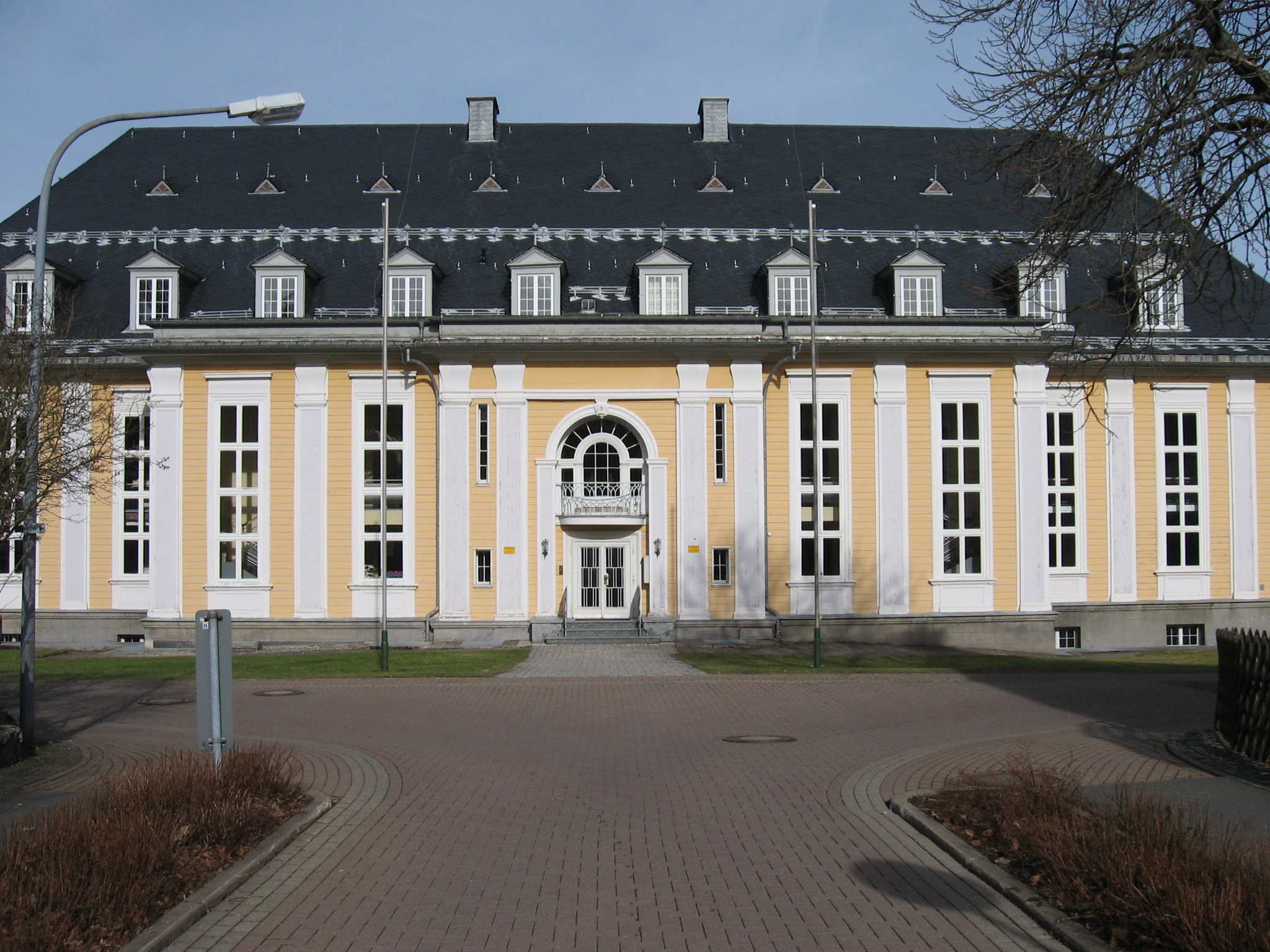
Az Akadémia főépülete
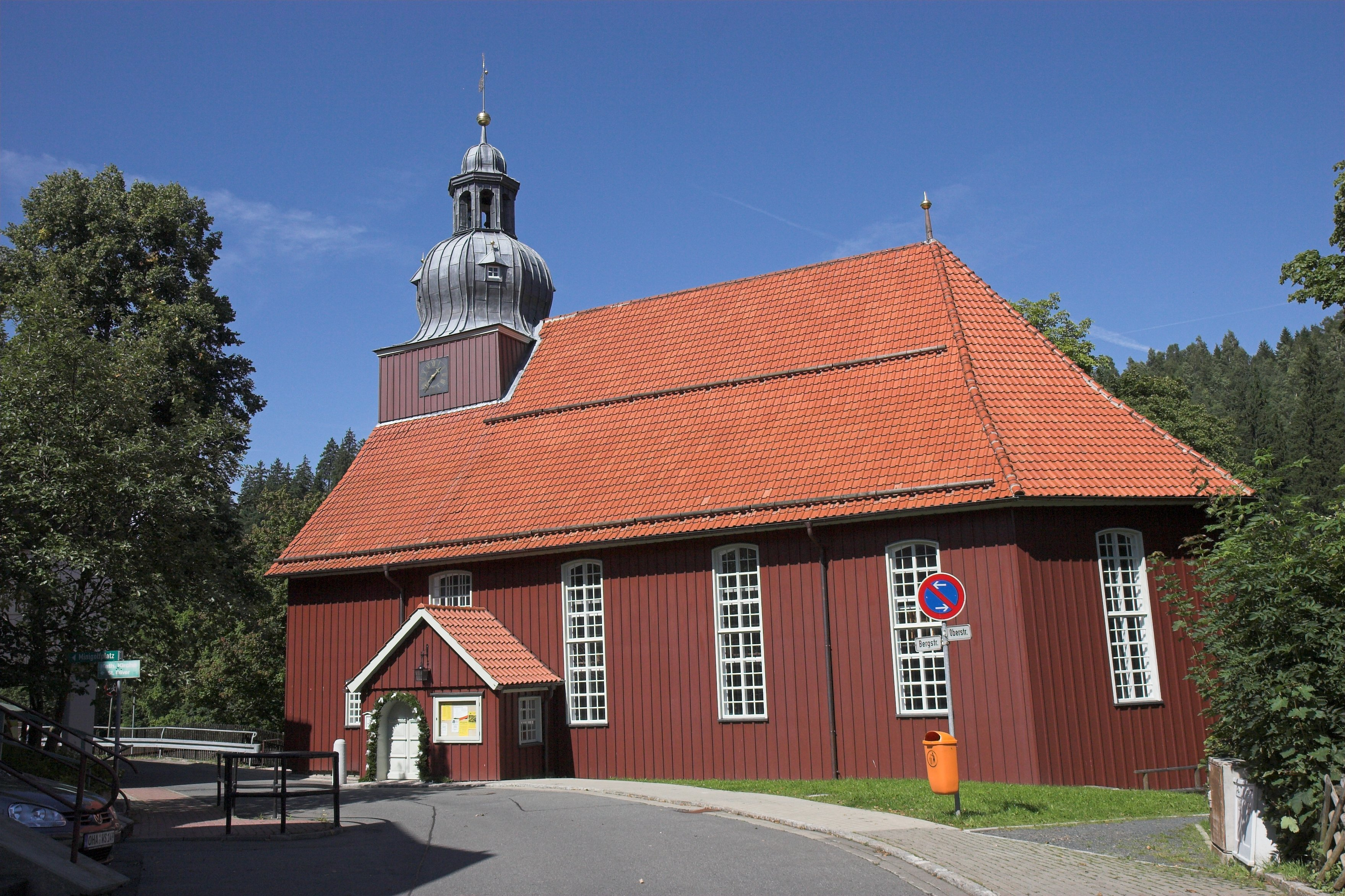
Fatemplom
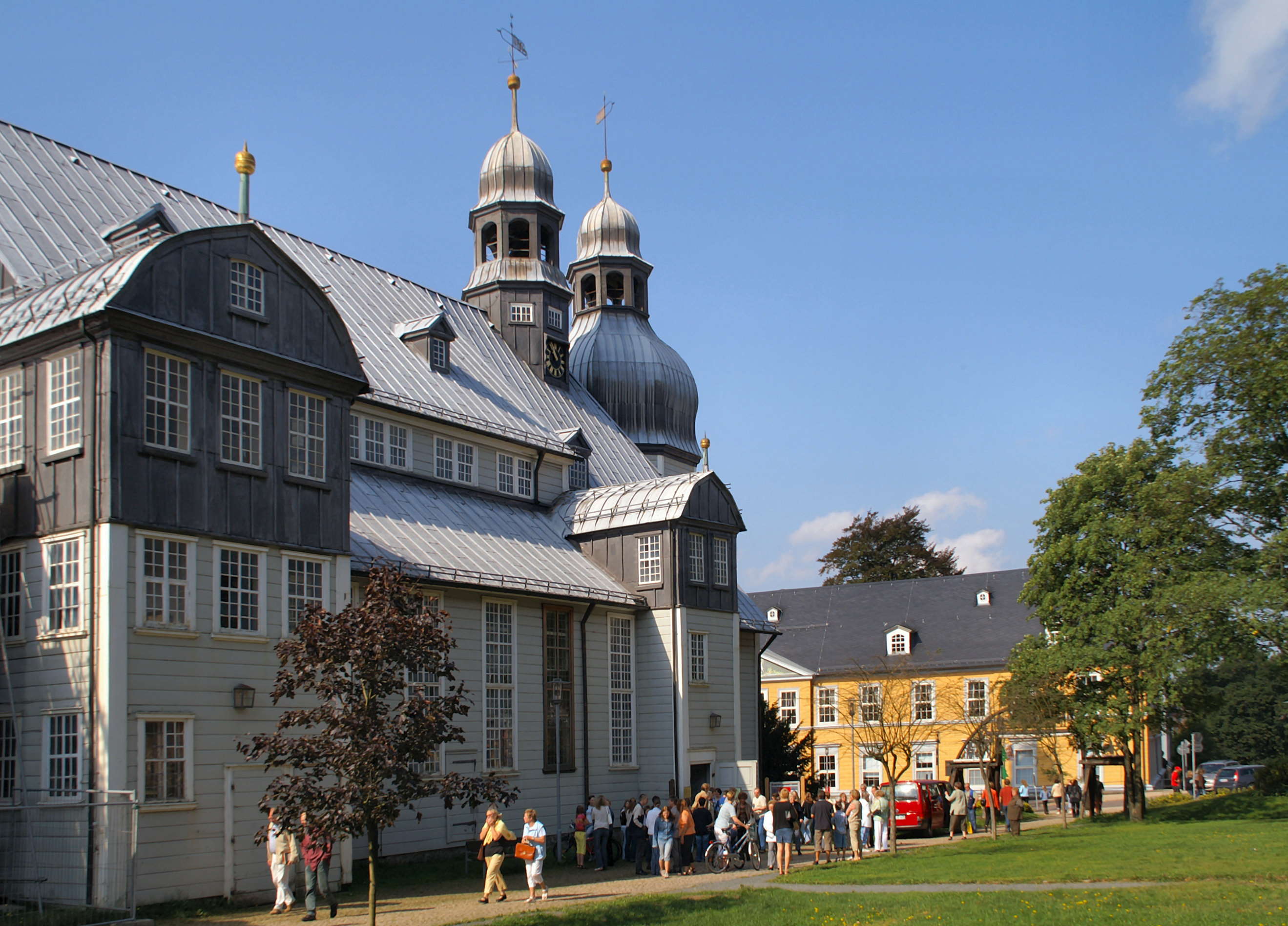
Fatemplom
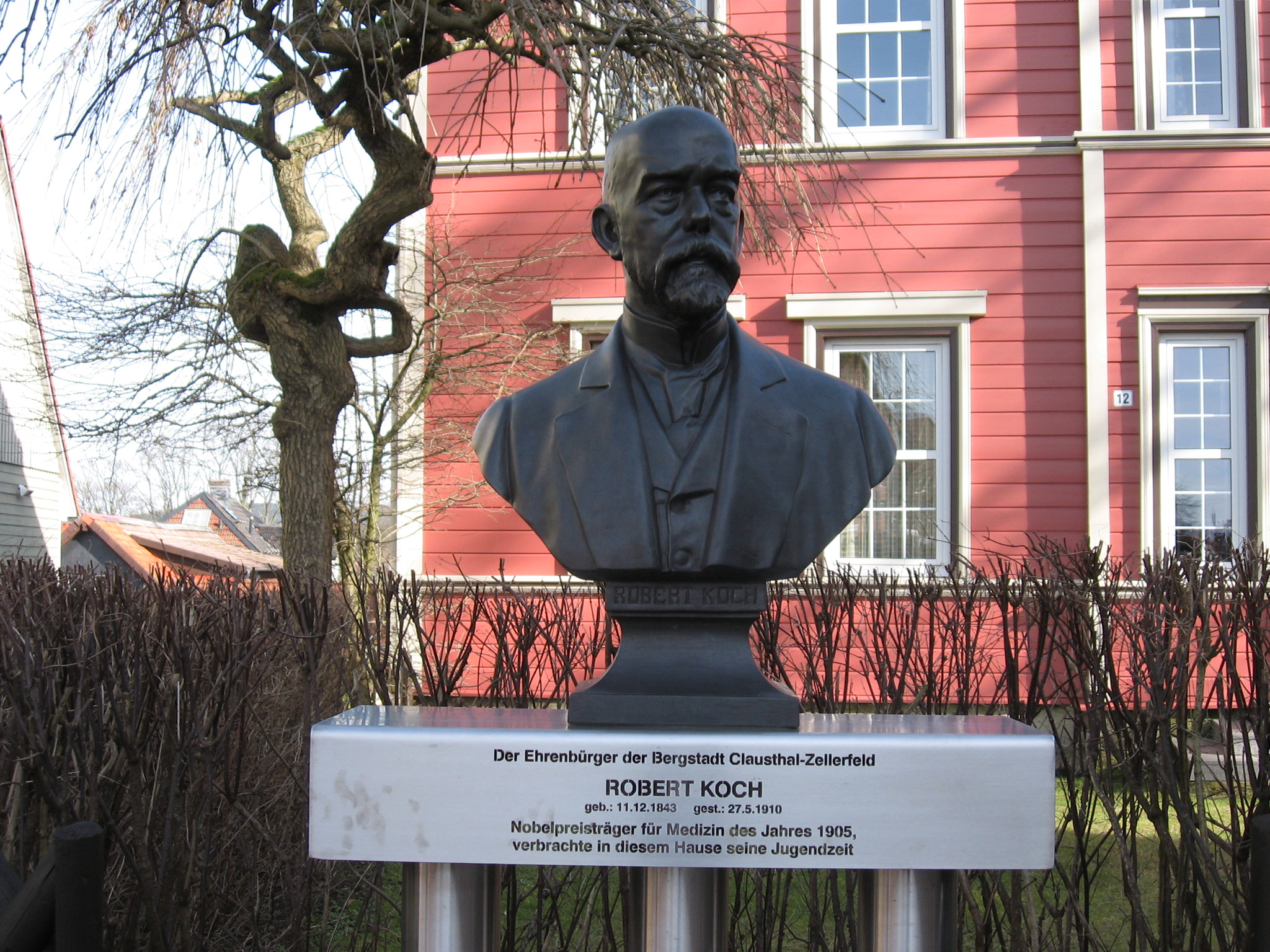
Robert Koch mellszobra a városban, szülőháza előtt

### Díszpolgárok
- 1890: Robert Koch (1843–1910) orvos, mikrobiológus, a bakteriológia egyik megalapítója
- 2018: Arnd Peiffer, biatlonos[2]

## Itt születtek, itt éltek
- Robert Koch (1843–1910)
- Adolf Ey (1844–1934) gimnáziumi tanár, professzor, író
- Herbert Grönemeyer (* 1956) zenész
- Gottfried Wilhelm Leibniz (1646–1716) tudós[3]
- Arnd Peiffer (* 1987) biatlonos
- Arnold Sommerfeld (1868–1951) a helyi Akadémia processzora 1897–1900 között
- Georg Philipp Telemann (1681–1767) zeneszerző

## Népesség
A település népességének változása:
| Lakosok száma | 11 757 | 13 758 | 11 855 | 15 585 | 15 714 | 17 061 | 15 075 | 12 923 | 15 563 | 15 436 |
|               | 1821   | 1905   | 1933   | 1956   | 1970   | 1990   | 2005   | 2013   | 2017   | 2023   |